# Eucynortoides albicans
Eucynortoides albicans is een hooiwagen uit de familie Cosmetidae.